# Sven Bergqvist
Sven Bergqvist (Stoccolma, 20 agosto 1914 – 16 dicembre 1996) è stato un calciatore e hockeista su ghiaccio svedese, di ruolo portiere.

## Carriera
Come calciatore rappresentò la sua Nazionale ai Giochi olimpici del 1936 ed ai Mondiali del 1938, mentre come hockeista giocò in Nazionale ai Giochi olimpici invernali del 1936 e la allenò a quelle del 1948.